# Ceroplastes sinensis
Ceroplastes sinensis är en insektsart som beskrevs av Del Guercio 1900. Ceroplastes sinensis ingår i släktet Ceroplastes och familjen skålsköldlöss. Inga underarter finns listade i Catalogue of Life.

## Bildgalleri

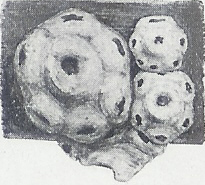